# 聖克萊爾鎮區 (伊利諾伊州聖克萊爾縣)
聖克萊爾鎮區（英語：St. Clair Township）是位於美國伊利諾伊州聖克萊爾縣的一個行政鎮區。

## 地方資料
根據2010年美國人口普查的數據，聖克萊爾鎮區的面積為53.10平方千米，當中陸地面積為52.20平方千米，而水域面積為0.90平方千米。當地共有人口35223人，而人口密度為每平方千米663.33人。